# Vitali Xentalinski
Vitali Aleksàndrovitx Xentalinski, rus: Виталий Алекса́ндрович Шенталинский, (Kémerovo, 7 d'octubre de 1939 - 27 de juliol de 2018) fou un poeta i assagista rus.
Fou el primer a tenir accés als arxius literaris del KGB. Durant la perestroika fundà la Comissió per a l'Herència Creativa dels Escriptors Víctimes de les Repressions a l'URSS. Recullí les seves investigacions al volum De los archivos literarios del KGB (1993), considerat, l'any de la seva publicació, un dels millors llibres a França. El seguí Les surprises de la Loubianka (1996), una nova recopilació dels manuscrits de milers d'escriptors russos. També publicà diversos reculls de poesia. Els seus llibres foren traduïts a nou idiomes, entre ells el francès, l'anglès i el castellà.